# 新津町
新津町（しんづちょう）は、静岡県浜松市中央区の町域。
なお、同区域にはかつて同訓の新津村（しんづむら）が存在したが、こちらは同区南部(かつての南区域)である。

## 概要
区の中心部の東寄り、馬込川の西部に位置する。
西から時計回りに助信町, 曳馬町（飛地）, 曳馬, 曳馬町（飛地）, 曳馬, 曳馬町, 茄子町, 船越町, 野口町と隣接する。

### 河川
- 曳馬川

### 学区
小学校・中学校の学区は以下の通りである。
- 浜松市立曳馬小学校
- 浜松市立曳馬中学校

## 歴史

### 沿革
- 2007年（平成19年）4月1日 - 浜松市が政令指定都市となる。新津町は中区の一部となる。
- 2024年（令和6年）1月1日 - 浜松市の行政区再編により、新津町は中央区の一部となる。

## 交通

### 鉄道
西端を遠州鉄道鉄道線が通るが、当町内には駅は存在しない。助信町の助信駅若しくは八幡町の八幡駅が利用可能。

### バス
- 遠鉄バス2早出線：（浜松駅 方面 - ）新津町（ - 早出上公園・イオンモール浜松市野 方面）

### 道路
- 浜松市道中野町三方原線（柳通り）
- 浜松市道曳馬中田島線（電車通り）

## 施設
- フィール ハミング（スーパーマーケット）
- 杏林堂薬局新津店
- 神明宮
- ひくま南公園
- 遠鉄スポーツクラブ

## その他

### 警察
警察の管轄区域は以下の通りである。
| 番・番地等 | 警察署         | 交番・駐在所 |
| ---------- | -------------- | ------------ |
| 全域       | 浜松中央警察署 | 柳通交番     |

### 消防
消防の管轄区域は以下の通りである。
| 番・番地等 | 消防署   | 本署/出張所 |
| ---------- | -------- | ----------- |
| 全域       | 中消防署 | 本署        |

### WEB
1. ↑  “h02_22.csv”.   総務省 (2022年2月10日). 2024年9月1日閲覧。
2. ↑  “chuouku_menseki.xlsx”.   浜松市 (2024年3月12日). 2024年9月1日閲覧。
3. ↑  “静岡県 浜松市中央区 新津町の郵便番号 - 日本郵便”.   日本郵便. 2025年2月15日閲覧。
4. ↑  “市外局番の一覧” (PDF).   総務省 (2022年3月1日). 2024年9月1日閲覧。
5. ↑  “事業所案内及び管轄地域（事務所3件、分室3件）”.   一般社団法人静岡県自動車会議所. 2024年9月1日閲覧。
6. ↑  “学校名から探す／浜松市”.   浜松市 (2024年1月1日). 2024年9月1日閲覧。
7. ↑  “柳通交番｜静岡県警察”.   静岡県警察 (2024年1月1日). 2024年9月1日閲覧。
8. ↑  “消防署の町別管轄「し」／浜松市”.   浜松市 (2024年3月21日). 2024年9月1日閲覧。